# أوليفيا جولدسميث
أوليفيا جولدسميث (بالإنجليزية: Olivia Goldsmith)‏ هي كاتِبة وكاتبة سيناريو أمريكية، ولدت في 1949 في دومون في الولايات المتحدة، وتوفيت في 15 يناير 2004 في نيويورك في الولايات المتحدة بسبب نوبة قلبية.

## وصلات خارجية
- أوليفيا جولدسميث على موقع IMDb (الإنجليزية)
- أوليفيا جولدسميث على موقع أول موفي (الإنجليزية)
- أوليفيا جولدسميث على موقع قاعدة بيانات الأفلام السويدية (السويدية)
- أوليفيا جولدسميث على موقع إن إن دي بي (الإنجليزية)
- أوليفيا جولدسميث على موقع قاعدة بيانات الفيلم (الإنجليزية)